# 5069 Токейдай
5069 Токейдай (5069 Tokeidai) — астероїд головного поясу, відкритий 16 серпня 1991 року.
Тіссеранів параметр щодо Юпітера — 3,611.
Названо на честь Токейдай (яп. とけいだい(時計台) токейдай).